# Transjurassienne

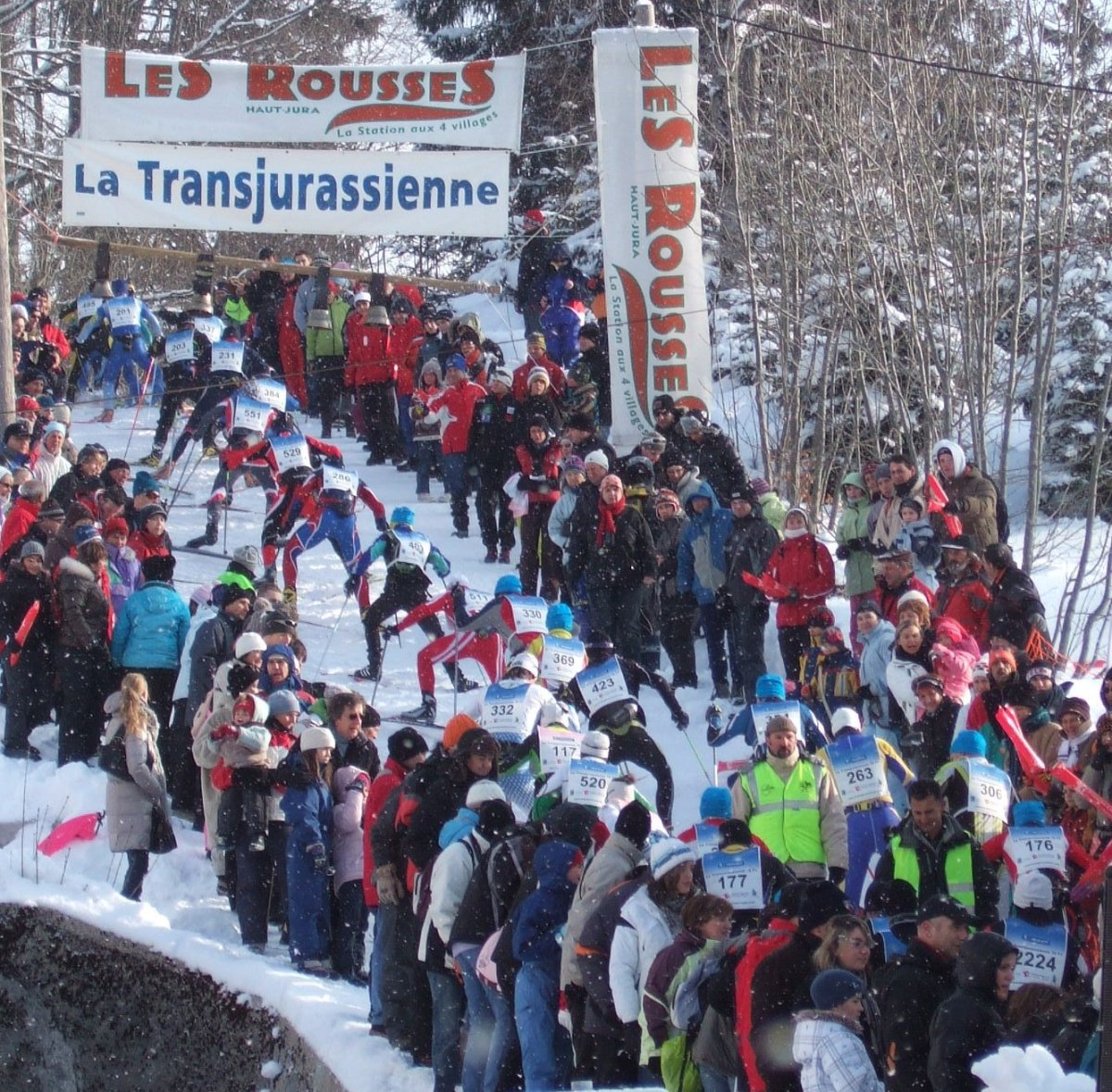
Transjurassienne: kurzer, steiler Anstieg in Les Rousses

Die 1979 gegründete Transjurassienne ist die größte Skilanglaufveranstaltung Frankreichs und findet im französischen Jura statt. Sie ist Teil der Worldloppet-Serie und des bis 2020 ausgetragenen Skilanglauf-Marathon-Cups. Im Jahr 2000 war sie einmalig ein Wettbewerb im Skilanglauf-Weltcup. Die traditionell 76 km lange Strecke, die bis zur Verkürzung auf 68 km im Jahr 2015 einige Kilometer über Schweizer Territorium führte, machte sie zum zweitlängsten Skilanglaufrennen des Worldloppet nach dem schwedischen Vasaloppet (90 km) und vor dem italienischen Marcialonga (70 km). Die Teilnehmerzahl liegt meist bei über 4000 Langläufern.
Der Start des Hauptlaufes findet am zweiten Wochenende im Februar traditionell in Lamoura (1120 m ü. M.) statt, Ziel ist Mouthe (930 m ü. M.). Startort der kürzeren Distanzen ist Les Rousses bzw. Chapelle-des-Bois. Die Teilnehmer laufen durch die Landschaften der Départements Jura und Doubs.
Die traditionell 76 km lange Strecke verbindet die Dörfer Lamoura, Prémanon, Les Rousses, Bois-d’Amont, Le Brassus (CH), Bellefontaine, Chapelle-des-Bois, Le Pré Poncet, Chaux-Neuve (regelmäßig Austragungsort eines Weltcups der Nordischen Kombination), Petite-Chaux und Mouthe. Seit der Kürzung der Strecke 2015 entfällt die Schlaufe nach Le Brassus.
Der kumulierte Höhenunterschied (Aufstieg) beträgt 510 m. Weitere Schwierigkeiten sind der schwere Anstieg des Risoux bis zum höchsten Punkt der Strecke (1237 m ü. M.), die schnelle und kurvenreiche Abfahrt in Richtung Bellefontaine oder noch ein kurzer aber umso steilerer Anstieg vor Le Pré Poncet bei km 57. Gut vorbereitet muss man auch auf die oft strengen Minustemperaturen sein.

## Geschichte
Das Rennen wurde ab 1978 unter dem Namen „Progressime du Jura“ von Jacky Mandrillon, einem Journalisten der Tageszeitung Le Progrès, und Georges Berthet, damals Vorsitzender des FFS-Regionalskiverbands des Jura-Gebirges, organisiert. Die erste, 77 km lange Auflage am 18. Februar 1979 hätte in der viel schwierigeren Richtung von Mouthe nach Lamoura stattfinden sollen, fiel aber wegen Schneemangels aus. Die tatsächliche Premiere fand am 17. Februar 1980 mit 1750 startenden Skiläufern statt, wovon 220 das Ziel nicht erreichten. Die Strecke beinhaltete eine 14 km lange Schleife auf Schweizer Gebiet von Bois-d’Amont bis Le Brassus und zurück. Ab der zweiten Auflage 1981 wurde die Veranstaltung in die Worldloppet-Serie aufgenommen und die offizielle Bezeichnung änderte sich zu „Progressime du Jura – Transjurassienne“. Ab der vierten Auflage 1983 hieß das Rennen nur noch „Transjurassienne“ – eine Benennung, die bereits bei der allerersten Besprechung des Organisationskomitees im Juli 1978 vorgeschlagen wurde.
Der Teilnehmerrekord steht seit 2006 mit 4450 Langläufern (bisherige Rekorde: 1985 mit 3725, 2005 mit 4365 Teilnehmern). Die Veranstaltung wurde insgesamt achtmal wegen Schneemangels abgesagt: 1979, 1990, 1993, 2001, 2007, 2016, 2020 und 2024.
Der Hauptlauf der Transjurassienne am Sonntag wurde zuerst im klassischen, ab 1986 dann im freien Stil gelaufen. Im Laufe der Zeit kamen weitere Läufe hinzu, mit wechselnden Distanzen und Bezeichnungen:
- 54-km-Frauenlauf im freien Stil, am Sonntag (seit 1998)
- Transju'Classic: 50-km-Lauf im klassischen Stil, am Samstag (seit 2006)
- MiniTrans: 25-km-Lauf im klassischen Stil am Samstag und 25- bis 30-km-Lauf im freien Stil am Samstag oder Sonntag
- TransJeune: Schülerlauf auf unterschiedlichen Distanzen im freien Stil, am 1. Mittwoch im Februar (seit den 1980er Jahren)
- Wertung Ultra-Trans: Tranju'Classic am Samstag + Hauptlauf am Sonntag

Im Jahr 2000 war die Transjurassienne ein Wettbewerb im Skilanglauf-Weltcup.
Die Bestzeit auf der traditionellen 76-km-Strecke wurde 2004 mit 2 Stunden, 55 Minuten und 30 Sekunden aufgestellt. Bei den Frauen variierten im Laufe der Zeit Streckenverlauf und Distanz leider so, dass Bestzeiten nicht vergleichbar sind.
2019 wurde dank dem sehr starken Rückenwind und der günstigen Schneebeschaffenheit ein neuer Rekord mit über 27 km/h Durchschnittsgeschwindigkeit über 68 km aufgestellt.

## Heutige Läufe
Folgende Distanzen stehen inzwischen bei der Anmeldung zur Auswahl:
In klassischer Technik am Samstag
- 50 km, Les Rousses – Mouthe
- 25 km, Chapelle-des-Bois – Mouthe, nachmittags
- 20 km „Experience“ (ohne Zeitnahme), Chapelle-des-Bois – Mouthe, nachmittags

In Skating-Technik am Sonntag
- 70 km „La Transjurassienne“ (Hauptlauf), Lamoura – Mouthe
- 50 km, Les Rousses – Mouthe
- 25 km, Chapelle-des-Bois – Mouthe, nachmittags
- 20 km „Experience“ (ohne Zeitnahme), Chapelle-des-Bois – Mouthe, nachmittags

## Siegertabelle (Hauptlauf)
Freistil
| Jahr | km                                    | Sieger                                | Nationalität                          | Zeit (h)                              | km                                    | Siegerin                              | Nationalität                          | Zeit (h)                              |
| ---- | ------------------------------------- | ------------------------------------- | ------------------------------------- | ------------------------------------- | ------------------------------------- | ------------------------------------- | ------------------------------------- | ------------------------------------- |
| 2025 | 34                                    | Victor Lovera                         | Frankreich                            | 1:21:32                               | 34                                    | Juliette Ducordeau                    | Frankreich                            | 1:28:56                               |
| 2024 | wg. Schneemangels ausgefallen         | wg. Schneemangels ausgefallen         | wg. Schneemangels ausgefallen         | wg. Schneemangels ausgefallen         | wg. Schneemangels ausgefallen         | wg. Schneemangels ausgefallen         | wg. Schneemangels ausgefallen         | wg. Schneemangels ausgefallen         |
| 2023 | 50                                    | Jason Rüesch                          | Schweiz                               | 1:53:36                               | 50                                    | Coralie Bentz                         | Frankreich                            | 2:05:49                               |
| 2022 | 60                                    | Émilien Louvrier                      | Frankreich                            | 2:27:54                               | 60                                    | Céline Chopard-Lallier                | Frankreich                            | 2:34:59                               |
| 2021 | wg. der COVID-19-Pandemie ausgefallen | wg. der COVID-19-Pandemie ausgefallen | wg. der COVID-19-Pandemie ausgefallen | wg. der COVID-19-Pandemie ausgefallen | wg. der COVID-19-Pandemie ausgefallen | wg. der COVID-19-Pandemie ausgefallen | wg. der COVID-19-Pandemie ausgefallen | wg. der COVID-19-Pandemie ausgefallen |
| 2020 | wg. Schneemangels ausgefallen         | wg. Schneemangels ausgefallen         | wg. Schneemangels ausgefallen         | wg. Schneemangels ausgefallen         | wg. Schneemangels ausgefallen         | wg. Schneemangels ausgefallen         | wg. Schneemangels ausgefallen         | wg. Schneemangels ausgefallen         |
| 2019 | 68                                    | Robin Duvillard -2-                   | Frankreich                            | 2:28:41                               | 68                                    | Anouk Faivre Picon                    | Frankreich                            | 2:51:55                               |
| 2018 | 56                                    | Ivan Perrillat Boiteux                | Frankreich                            | 2:19:42                               | 56                                    | Aurélie Dabudyk -3-                   | Frankreich                            | 2:37:28                               |
| 2017 | 50                                    | Robin Duvillard                       | Frankreich                            | 1:53:38                               | 50                                    | Maria Gräfnings                       | Schweden                              | 2:05:43                               |
| 2016 | wg. Schneemangels ausgefallen         | wg. Schneemangels ausgefallen         | wg. Schneemangels ausgefallen         | wg. Schneemangels ausgefallen         | wg. Schneemangels ausgefallen         | wg. Schneemangels ausgefallen         | wg. Schneemangels ausgefallen         | wg. Schneemangels ausgefallen         |
| 2015 | 68                                    | Jérémie Millereau                     | Frankreich                            | 3:19:35                               | 68                                    | Aurélie Dabudyk -2-                   | Frankreich                            | 3:37:59                               |
| 2014 | 70                                    | Mathias Wibault                       | Frankreich                            | 2:53:43                               | 51                                    | Aurélie Dabudyk                       | Frankreich                            | 2:10:22                               |
| 2013 | 76                                    | Benoît Chauvet -2-                    | Frankreich                            | 3:24:31                               | 57                                    | Célia Bourgeois                       | Frankreich                            | 2:44:52                               |
| 2012 | 70                                    | Aljaksej Iwanou -2-                   | Belarus                               | 3:25:13                               | 50                                    | Walentyna Schewtschenko               | Ukraine                               | 2:33:14                               |
| 2011 | 40                                    | Benoît Chauvet                        | Frankreich                            | 1:33:45                               | 40                                    | Natascia Leonardi Cortesi             | Schweiz                               | 1:46:46                               |
| 2010 | 76                                    | Christophe Perrillat                  | Frankreich                            | 3:23:39                               | 54                                    | Susanne Nyström                       | Schweden                              | 2:43:51                               |
| 2009 | 76                                    | Aljaksej Iwanou                       | Belarus                               | 3:40:08                               | 54                                    | Karine Philippot                      | Frankreich                            | 2:55:50                               |
| 2008 | 50                                    | Marco Cattaneo                        | Italien                               | 1:49:48                               | 50                                    | Tatjana Jambajewa                     | Russland                              | 2:02:53                               |
| 2007 | wg. Schneemangels ausgefallen         | wg. Schneemangels ausgefallen         | wg. Schneemangels ausgefallen         | wg. Schneemangels ausgefallen         | wg. Schneemangels ausgefallen         | wg. Schneemangels ausgefallen         | wg. Schneemangels ausgefallen         | wg. Schneemangels ausgefallen         |
| 2006 | 76                                    | Roberto De Zolt -2-                   | Italien                               | 3:17:35                               | 54                                    | Anna Santer                           | Italien                               | 2:34:41                               |
| 2005 | 76                                    | Juan Jesús Gutiérrez                  | Spanien                               | 3:56:34                               | 50                                    | Corinne Niogret                       | Frankreich                            | 3:10:47                               |
| 2004 | 76                                    | Alexandre Rousselet                   | Frankreich                            | 2:55:30                               | 50                                    | Anne-Laure Mignerey                   | Frankreich                            | 2:17:59                               |
| 2003 | 76                                    | Patrick Rölli                         | Schweiz                               | 4:06:30                               | 46                                    | Annick Pierrel Vaxelaire              | Frankreich                            | 2:48:57                               |
| 2002 | 54                                    | Roberto De Zolt                       | Italien                               | 2:11:15                               | 39                                    | Antonina Ordina                       | Schweden                              | 1:54:04                               |
| 2001 | wg. Schneemangels ausgefallen         | wg. Schneemangels ausgefallen         | wg. Schneemangels ausgefallen         | wg. Schneemangels ausgefallen         | wg. Schneemangels ausgefallen         | wg. Schneemangels ausgefallen         | wg. Schneemangels ausgefallen         | wg. Schneemangels ausgefallen         |
| 2000 | 72                                    | Johann Mühlegg -3-                    | Spanien                               | 3:32:13                               | 44                                    | Stefania Belmondo                     | Italien                               | 2:27:09                               |
| 1999 | 76                                    | Johann Mühlegg -2-                    | Deutschland                           | 3:26:40                               | 76                                    | Elisabeth Tardy                       | Frankreich                            | 4:03:45                               |
| 1998 | 76                                    | Stéphane Passeron                     | Frankreich                            | 3:22:19                               | 76                                    | Lucia Bianchetti                      | Italien                               | 4:03:53                               |
| 1997 | 55                                    | Michail Botwinow                      | Österreich                            | 2:22:53                               | 55                                    | Olga Kosmatscheva -2-                 | Russland                              | 2:41:12                               |
| 1996 | 76                                    | Hervé Balland -2-                     | Frankreich                            | 3:16:42                               | 76                                    | Olga Kosmatscheva                     | GUS                                   | 3:58:33                               |
| 1995 | 57                                    | Johann Mühlegg                        | Deutschland                           | 2:40:46                               | 57                                    | Marie-Pierre Guilbaud -4-             | Frankreich                            | 3:10:42                               |
| 1994 | 76                                    | Silvano Barco                         | Italien                               | 3:49:21                               | 76                                    | Marie-Pierre Guilbaud -3-             | Frankreich                            | 4:33:11                               |
| 1993 | wg. Schneemangels ausgefallen         | wg. Schneemangels ausgefallen         | wg. Schneemangels ausgefallen         | wg. Schneemangels ausgefallen         | wg. Schneemangels ausgefallen         | wg. Schneemangels ausgefallen         | wg. Schneemangels ausgefallen         | wg. Schneemangels ausgefallen         |
| 1992 | 76                                    | Philippe Grandclément                 | Frankreich                            | 3:24:09                               | 76                                    | Emmanuelle Claret                     | Frankreich                            | 4:05:38                               |
| 1991 | 76                                    | Hervé Balland                         | Frankreich                            | 3:05:57                               | 76                                    | Marie-Pierre Guilbaud -2-             | Frankreich                            | 3:33:41                               |
| 1990 | wg. Schneemangels ausgefallen         | wg. Schneemangels ausgefallen         | wg. Schneemangels ausgefallen         | wg. Schneemangels ausgefallen         | wg. Schneemangels ausgefallen         | wg. Schneemangels ausgefallen         | wg. Schneemangels ausgefallen         | wg. Schneemangels ausgefallen         |
| 1989 | 66                                    | Anders Blomquist -2-                  | Schweden                              | 2:39:58                               | 66                                    | Marie-Pierre Guilbaud                 | Frankreich                            | 3:09:37                               |
| 1988 | 76                                    | Anders Blomquist                      | Schweden                              | 3:26:26                               | 76                                    | Madeleine Galland -2-                 | Frankreich                            | 4:05:22                               |
| 1987 | 76                                    | Jan Ottosson                          | Schweden                              | 3:13:31                               | 76                                    | Madeleine Galland                     | Frankreich                            | 3:53:42                               |
| 1986 | 76                                    | Konrad Hallenbarter -2-               | Schweiz                               | 3:34:58                               | 76                                    | Marie-Gabrielle Frasse-Sombet -2-     | Frankreich                            | 4:17:19                               |
| 1985 | 63                                    | Hans Persson                          | Schweden                              | 3:08:53                               | 63                                    | Marie-Gabrielle Frasse-Sombet         | Frankreich                            | 4:06:52                               |
| 1984 | 76                                    | Bengt Hassis                          | Schweden                              | 3:19:03                               | 76                                    | Marie-Christine Subot -2-             | Frankreich                            | 4:02:55                               |
| 1983 | 76                                    | Konrad Hallenbarter                   | Schweiz                               | 3:34:56                               | 76                                    | Kjersti Strand                        | Norwegen                              | 4:41:22                               |
| 1982 | 76                                    | Nils Thore Andreassen                 | Norwegen                              | 3:37:08                               | 76                                    | Michèle Durand                        | Frankreich                            | 4:19:07                               |
| 1981 | 76                                    | Sven-Åke Lundbäck                     | Schweden                              | 3:29:51                               | 76                                    | Marie-Christine Subot                 | Frankreich                            | 4:20:16                               |
| 1980 | 76                                    | Tommy Limby                           | Schweden                              | 4:04:03                               | 76                                    | Josiane Broyard                       | Frankreich                            | 5:37:10                               |
| 1979 | wg. Schneemangels ausgefallen         | wg. Schneemangels ausgefallen         | wg. Schneemangels ausgefallen         | wg. Schneemangels ausgefallen         | wg. Schneemangels ausgefallen         | wg. Schneemangels ausgefallen         | wg. Schneemangels ausgefallen         | wg. Schneemangels ausgefallen         |

Klassische Technik
| Jahr | km                                    | Sieger                                | Nationalität                          | Zeit (h)                              | Siegerin                              | Nationalität                          | Zeit (h)                              |                               |
| ---- | ------------------------------------- | ------------------------------------- | ------------------------------------- | ------------------------------------- | ------------------------------------- | ------------------------------------- | ------------------------------------- | ----------------------------- |
| 2025 | 34                                    | Simon Vuillet                         | Frankreich                            | 1:29:58                               | Hanna Fine                            | Frankreich                            | 1:38:37                               |                               |
| 2024 | wg. Schneemangels ausgefallen         | wg. Schneemangels ausgefallen         | wg. Schneemangels ausgefallen         | wg. Schneemangels ausgefallen         | wg. Schneemangels ausgefallen         | wg. Schneemangels ausgefallen         | wg. Schneemangels ausgefallen         |                               |
| 2023 | 47,6                                  | Thomas Joly -2-                       | Frankreich                            | 2:01:25                               | Jennifer Lambert                      | Frankreich                            | 2:27:00                               |                               |
| 2022 | 48                                    | Thomas Joly                           | Frankreich                            | 2:01:01                               | Kati Roivas                           | Finnland                              | 2:14:39                               |                               |
| 2021 | wg. der COVID-19-Pandemie ausgefallen | wg. der COVID-19-Pandemie ausgefallen | wg. der COVID-19-Pandemie ausgefallen | wg. der COVID-19-Pandemie ausgefallen | wg. der COVID-19-Pandemie ausgefallen | wg. der COVID-19-Pandemie ausgefallen | wg. der COVID-19-Pandemie ausgefallen |                               |
| 2020 | wg. Schneemangels ausgefallen         | wg. Schneemangels ausgefallen         | wg. Schneemangels ausgefallen         | wg. Schneemangels ausgefallen         | wg. Schneemangels ausgefallen         | wg. Schneemangels ausgefallen         | wg. Schneemangels ausgefallen         |                               |
| 2019 | 56                                    | Antoine Auger -2-                     | Frankreich                            | 2:45:25                               | Marie Kromer -3-                      | Frankreich                            | 3:20:08                               |                               |
| 2018 | 59                                    | Antoine Auger                         | Frankreich                            | 2:56:04                               | Marie Kromer -2-                      | Frankreich                            | 3:19:39                               |                               |
| 2017 | 50                                    | Alexis Jeannerod                      | Frankreich                            | 2:18:22                               | Marie Kromer                          | Frankreich                            | 2:45:34                               |                               |
| 2016 | wg. Schneemangels ausgefallen         | wg. Schneemangels ausgefallen         | wg. Schneemangels ausgefallen         | wg. Schneemangels ausgefallen         | wg. Schneemangels ausgefallen         | wg. Schneemangels ausgefallen         | wg. Schneemangels ausgefallen         | wg. Schneemangels ausgefallen |
| 2015 | 56                                    | Stanislav Řezáč -6-                   | Tschechien                            | 2:47:08                               | Tatjana Mannima                       | Estland                               | 3:09:29                               |                               |
| 2014 | 50                                    | Stanislav Řezáč -5-                   | Tschechien                            | 2:27:33                               | Karolina Bicova                       | Tschechien                            | 2:57:35                               |                               |
| 2013 | 50                                    | Pierre Guedon                         | Frankreich                            | 2:24:25                               | Gaëtane Perret -2-                    | Frankreich                            | 2:45:41                               |                               |
| 2012 | 50                                    | Jérémy Weibel                         | Frankreich                            | 2:42:44                               | Annick Vaxelaire-Pierrel              | Frankreich                            | 3:02:30                               |                               |
| 2011 | 40                                    | Stanislav Řezáč -4-                   | Tschechien                            | 1:45:19                               | Gaëtane Perret                        | Frankreich                            | 2:12:04                               |                               |
| 2010 | 50                                    | Stanislav Řezáč -3-                   | Tschechien                            | 2:24:42                               | Rebecca Aubert Perret                 | Schweiz                               | 3:03:55                               |                               |
| 2009 | 50                                    | Stanislav Řezáč -2-                   | Tschechien                            | 2:27:10                               | Élodie Bourgeois-Pin                  | Frankreich                            | 2:32:41                               |                               |
| 2008 | 50                                    | Stanislav Řezáč                       | Tschechien                            | 2:08:22                               | Florence Marguet                      | Frankreich                            | 2:41:12                               |                               |
| 2007 | wg. Schneemangels ausgefallen         | wg. Schneemangels ausgefallen         | wg. Schneemangels ausgefallen         | wg. Schneemangels ausgefallen         | wg. Schneemangels ausgefallen         | wg. Schneemangels ausgefallen         | wg. Schneemangels ausgefallen         | wg. Schneemangels ausgefallen |
| 2006 | 50                                    | Olivier Bulle                         | Frankreich                            | 2:59:06                               | Blanka Nedvědická                     | Tschechien                            | 3:41:07                               |                               |

Quellen: 

## Sommerveranstaltungen
Durch das Organisationskomitee der Tranjurassienne werden auch im Sommer mehrere Sportveranstaltungen ausgetragen:
- Trans'Roller: Rollski- und Inlineskaten-Rennen (von 2001 bis 2013)
- Transju'Trail: Traillauf im Juni (seit 2007)
- Transju'Cyclo: Straßenradmarathon im August oder September (seit 2022)